# Wszemirów (przystanek kolejowy)
Wszemirów – dawny wąskotorowy przystanek osobowy w Wszemirowie, w gminie Prusice, w powiecie trzebnickim, w województwie dolnośląskim, w Polsce. Został otwarty w 1898, a zamknięty w 1991 roku.